# Frank Lloyd Wright
Frank Lloyd Wright (Richland Center, Wisconsin, 1867. június 8. – Phoenix, Arizona, 1959. április 9.) egyike a 20. század első fele legkiemelkedőbb építészeinek.
Wright építészete a szerves építészet nevet kapta, amely az épületek és az azt körülvevő természetes környezet messzemenő harmonizációjára való törekvést jelenti. Eme építészeti stílusának kialakításában erősen hatott rá Gustav Stickley, amerikai bútorgyáros és építész.

## Élete
A walesi ősöktől származó Wright egy főként mezőgazdasággal foglalkozó kisvárosban, Richland Centerben, Wisconsin államban született, hithű és erős unitárius elvek szerint nevelkedett. Gyermekként sok időt töltött az anyjától kapott, Friedrich Fröbel után elnevezett építőkockákkal játszva. A különböző geometriai tömbökből álló gyerekjátékban változatos kombinációkban lehetett összerakni háromdimenziós építményeket. Wright önéletrajzában úgy írta, hogy ezeknek a korai gyakorlatoknak köszönheti tervezői készségének kialakulását, számos épülete éppen ezen geometriai tisztaság kisugárzásáról nevezetes.
Wright felsőfokú iskoláit 1885-ben kezdte meg a Wisconsin–Madison Egyetem műszaki szakán, ahol a „Phi Delta Theta” diákegyesület tagja is volt. Két évig esti tanfolyamra járt, emellett Allen Conovernél, egy helyi építész és kultúrmérnök professzornál inaskodott. Az egyetemet 1887-ben diploma nélkül otthagyta (bár Wright 1955-ben képzőművészeti díszdoktori címet kapott az egyetemtől), majd Chicagóba költözött. Chicagóban Joseph Lyman Silsbee építész alkalmazta, de egy éven belül felmondott, hogy átigazolhasson az Adler és Sullivan tervezőintézethez. 1890-től már ő kapta a cég összes lakóépületének tervezési feladatát. 1893-ban, valószínűleg munkáival kapcsolatos összetűzések miatt, önállósította magát és saját irodát nyitott Chicagó külvárosban, az Illinois állambeli Oak Parkban. 1901-ig körülbelül ötven épületet tervezett.
Wright magánélete színes volt, sokszor került az újságok címlapjára. Háromszor nősült, harmadik felesége Olgivanna Hinzenberg (szül. Olgivanna Ivanovna Lazovich) G. I. Gurdjieff tanítványa volt. Gurdjieff és Wright találkozását tárgyalja Robert Lepage a The Geometry Of Miracles című munkájában.

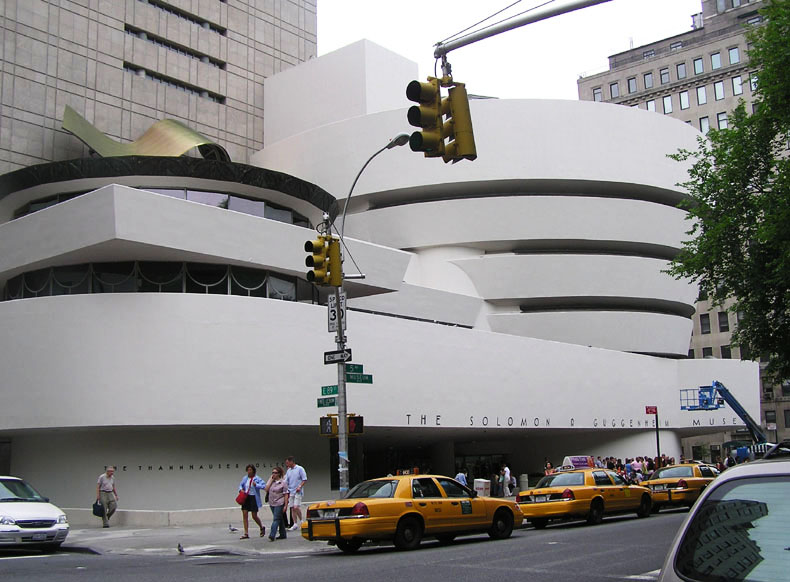
A Solomon R. Guggenheim Múzeum épülete New Yorkban

A jelentős számú híres épületet, köztük a Guggenheim Múzeumot tervező Wright 1959. április 9-én halt meg. A Guggenheim Múzeum talán a legismertebb műve, az épületen 1943–1959 között, 16 éven át dolgozott, a művész 90 évesen maga vezette az építkezést. Az épület fehér spirálként emelkedik a levegőbe a New York-i Ötödik sugárúti telken. Egyedi centrális geometriája lehetővé teszi, hogy a látogatók ideiglenes kiállításokat nézhessenek meg egy lassan emelkedő spirális feljáró két oldalán.
Fia, ifj. Frank Lloyd Wright, Lloyd Wrightként szintén ismert építész.

## Munkái
Az 1901 és 1911 között tervezett lakóépületei az úgynevezett Prairie House-ok voltak. Az ilyen típusú lakóépületeket a chicagói tájba illeszkedése miatt nevezték így, ugyanis a hosszú, alacsony épületeket kis lejtésű tetővel, világos kontúrokkal, zömök kéményekkel, túlnyúló tetőrészekkel és teraszokkal, közönséges, illetve természetes anyagok felhasználásával tervezte. Wright a tervezés folyamán fontos szerepet szánt a lakások belső tereinek kialakításának. Hitt abban, hogy minden tervének középpontjában az emberi(es)ségnek kell állnia.

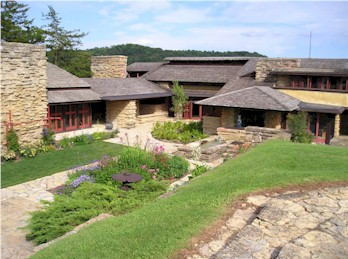
A Taliesin nevű épületegyüttes Wisconsinban

Maga tervezte Taliesin nevű stúdiólakását (nevét a 6. századi walesi költő után adta, kinek neve szó szerint „fénylő homlokot” jelent), a komplexum 1911-ben épült meg Spring Greenben, Wisconsin államban. Az épületegyüttes elegáns, egyemeletes, „U” alaprajzú, az egyik homlokzata egy tóra néz, a másik oldalon Wright stúdiója kapott helyet. A Taliesin eleddig kétszer égett le, jelenleg a Taliesin III jelű épület áll. Az első tűz alkalmával hét ember halt meg, köztük Wright szeretője Mamah Borthwick és annak két gyermeke.

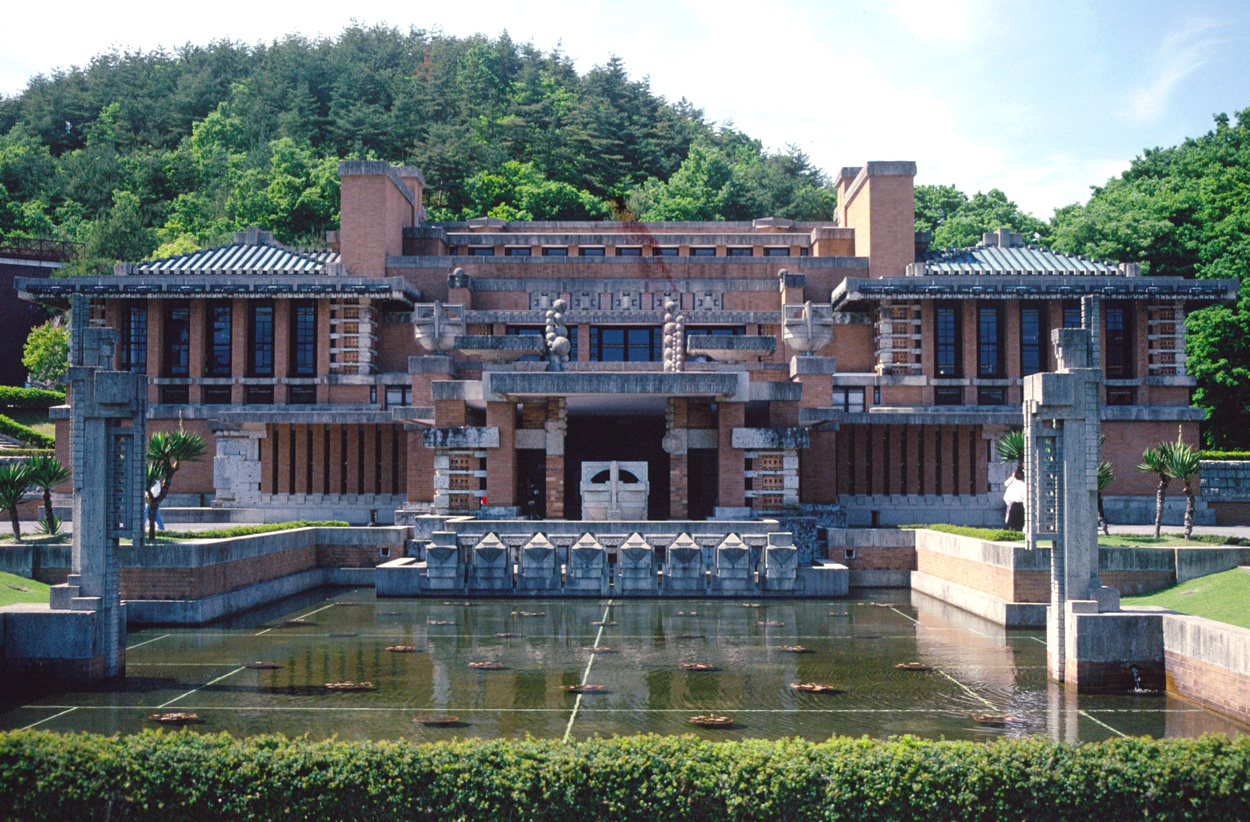
Az Imperial Hotel homlokzata

Első Japán útjára 1905-ben kerül sor, majd 1909-ben Európába látogat. Tokióban 1915-ben nyitott tervezőirodát, amely híres munkája az Imperial Hotel, a szálloda építése 1916-ban indult és 1922-ben készült el. 1923. szeptember 1-jén a modern idők egyik legnagyobb földrengése rázta meg Tokiót és környékét. A nagy Kanto földrengés és az azt követő cunami és tűzvész rendkívül nagy károkat okozott. A szerencsétlenség során egy legenda is született, miszerint Wright Imperial Hotelje volt az egyetlen nagy épület, amely túlélte a földrengést, ám ez messze esik a valóságtól.
A harmincas évek második felében, 1937-ben Wright megépítette téli „szállását” Arizonában. Az építész többi épületéhez hasonlóan a környező tájba szervesen beolvadó épületet Taliesin Westnek nevezte el.
Wright nevéhez köthető a Broadacre City néven ismert külváros-fejlesztési koncepció, illetve számos új városépítészeti elgondolás. Az eszmét 1932-ben a The Disappearing City című könyvében fejtette ki, valamint a következő években az általa elképzelt jövőbeli városról egy igen nagyméretű (kb. 4×4 méteres) makettet mutatott be számos helyszínen. Az előremutató koncepciót élete végéig fejlesztgette.
Szintén az 1930-as években tervezte Wright az Usonian-nak keresztelt házakat, amelyeket közepes jövedelmű családok számára tervezett, egyszerű geometriára alapozva, mégis elegánsan és praktikusan kialakítva. Ezen tervekre alapozta később az első unitárius gyülekezeti központot (First Unitarian Meeting House Madison, Wisconsin államban) 1947 és 1950 között.

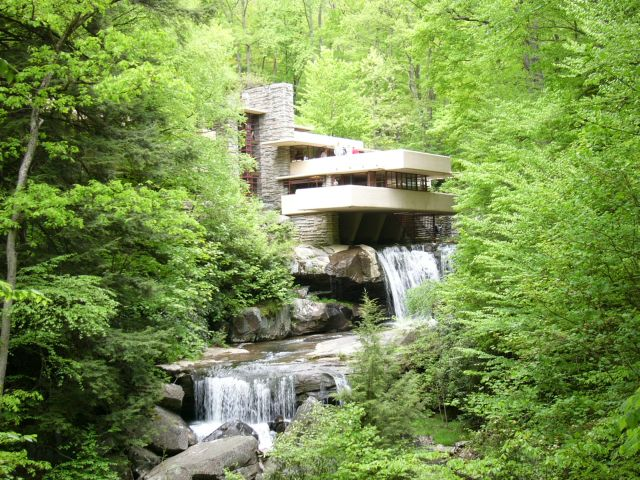
A Vízesés-ház

A Vízesés-ház E.J. Kaufmann, gazdag kereskedő számára készült Mill Run-ban, Pennsylvania államban. Az 1935–1939 között épült lakóház Wright egyik leghíresebb munkája, az épület alatt patak folyik, hogy a ház lakói még közelebb kerülhessenek a természetes környezethez. Az épület 155 ezer dollárba került, ebből az építész 8 ezret kapott.
A szerkezet több konzolos erkélyből és teraszból áll, a függőleges tartók kőből, a vízszintesek betonból készültek. Kaufmann saját mérnökei azt állították, hogy a ház nem elég biztonságos és bár a tervezőgárda cáfolta, később igazuk lett. A konzolok az évek alatt megereszkedtek, a legalsó szint konzoljait az 1990-es évek végére acél oszlopokkal kellett ideiglenesen alátámasztani. A teraszok megerősítési munkáival 2002 márciusában készültek el. Az épületet a Kaufmann család utolsó tagja az államnak adományozta, így ma múzeumként üzemel.
Egyik utolsó nagy munkája a wisconsini Madisonba tervezett Monona Terrace volt. Az eredetileg javasolt helyszínen megépült konferenciaterem Wright eredeti külső tervének felhasználásával csak 1997-ben készült el, a belső terveket tanítványa, Tony Puttnam készítette.

## Magyarul megjelent művei
- Az építészet jövője; ford. Kotányi Attila, átdolg. Vámossy Ferenc; Magyar Építőművészek Szövetsége, Bp., 1970 (A Magyar Építőművészek Szövetségének elméleti sorozata)